# День звільнення Маріуполя від проросійських терористів
День звільнення Маріуполя від проросійських терористів — пам'ятна дата, що відзначалася щорічно 13 червня (до 2022 року, коли місто було вдруге захоплене російськими окупантами). Цього дня 2014 року українська армія звільнила Маріуполь на Донеччині від російських та проросійських бойовиків. Цій події присвячено документальний фільм Громадського ТБ Приазов'я «Рік визволення. Маріуполь після «ДНР».

## Святкування
Уперше урочисто відзначено на державному рівні 2016 року, у другу річницю.
13 червня 2021 року в місті пройшов парад, присвячений 7-літтю звільнення міста, у ньому взяли участь підрозділи Нацгвардії, Держприкордонслужби, Збройних сил України та інших силових структур, а також курсанти і ветерани.